# Patricia Richardson
Pour les articles homonymes, voir Richardson.
Patricia Richardson est une actrice et réalisatrice américaine née le 23 février 1951 à Bethesda (Maryland).

## Filmographie

### Actrice
- 1980 : You Better Watch Out : la mère de Moss
- 1984 : CHUD de Brian Robbins : Ad Woman
- 1984 : Double Trouble (en) (série télévisée) : Beth McConnell
- 1985 : The Adventures of Tom Sawyer and Hucklemary Finn (téléfilm)
- 1986 : Yuri Nosenko, KGB (téléfilm) : Joan Black
- 1987 : La nuit tombe sur Manhattan (Hands of a Stranger) (téléfilm) de Larry Elikann : Helen
- 1988 : Eisenhower & Lutz (série télévisée) : Kay 'K.K.' Dunne
- 1989 : Code Quantum (série télévisée), saison 2, épisode 6 "Good Morning, Peoria" : Rachel
- 1989 : Parent Trap III (téléfilm) : Cassie McGuire
- 1989 : Le Carrefour des Innocents (Lost Angels) de Hugh Hudson : la mère de Cheryl
- 1989 : FM (série télévisée) : Lee-Ann Plunkett
- 1989 : Un héros comme tant d'autres (In Country) de Norman Jewison : Cindy
- 1990 : ABC TGIF (série télévisée) : Jill
- 1991 : Papa bricole ("Home Improvement") (série télévisée) : Jill Taylor
- 1996 : Sophie & the Moonhanger (TV) : Bonnie Edgerton
- 1996 : Abus d'influence (Undue Influence) (téléfilm) : Laurel Vega
- 1997 : L'Or de la vie (Ulee's Gold) de Victor Nuñez : Connie Hope
- 1999 : New York, unité spéciale (saison 1, épisode 5) : Annabel Hayes
- 2001 : Blonde (mini-série) de Joyce Chopra : Gladys Baker
- 2001 : Viva Las Nowhere : Helen / Wanda
- 2002-2004 : La Vie avant tout ("Strong Medicine") (série télévisée) : Dr Andy Campbell
- 2005 : Candy Paint : Linda Miller
- 2007 : Out of Omaha
- 2008 : Lost Dream
- 2010 : Les Génies contre-attaquent : Ingrid Jensen
- 2011 : À la dérive : L'Histoire vraie d'Ashley Phillips (Bringing Ashley Home) (téléfilm) de Nick Copus : Michelle McGee
- 2012 : La Guerre des cookies (Smart Cookies) (téléfilm) de Robert Iscove : Lola
- 2013 : Comment j'ai rencontré le prince charmant (Friend Request) (téléfilm) de Bradford May  : May
- 2013 : La Fiancée des neiges (Snow Bride) (téléfilm) de Bert Kish : Maggie Tannenhill
- 2019 :  Les mystérieux fiancés de Noël  (téléfilm) de Paul A. Kaufman : Margaret
- 2021 : NCIS : Enquêtes spéciales (série télévisée) : Juny, mère de Delilah, la femme de McGee

### Réalisatrice
- 1991 : Papa bricole ("Home Improvement") (série télévisée)